# Fagraea stenophylla
Fagraea stenophylla là một loài thực vật có hoa trong họ Long đởm. Loài này được Becc. ex Merr. mô tả khoa học đầu tiên năm 1917.